# Bélene
Bélene (en búlgaro: Бѐлене) es una ciudad de Bulgaria, capital del municipio homónimo en la provincia de Pleven.

## Geografía
Se encuentra a una altitud de 29 m s. n. m. a 224 km de la capital nacional, Sofía.

## Demografía
Según estimación 2012 contaba con una población de 7 566 habitantes.
|         | 2004  | 2005  | 2006  | 2007  | 2008  | 2009  | 2010  | 2011  |
| Mujeres | 4495  | 4 413 | 4 383 | 4 300 | 4 263 | 4 211 | 4 151 | 3 799 |
| Varones | 5186  | 5 083 | 5 008 | 4 865 | 4 781 | 4 694 | 4 610 | 4 603 |
| Total   | 9 681 | 9 496 | 9 391 | 9 165 | 9 044 | 8 905 | 8 761 | 8402  |